# Лаурикоча
Лаурикоча (исп. Provincia de Lauricocha) — одна из 11 провинций перуанского региона Уануко. Граничит на севере с провинцией Дос-де-Майо и Яровилька; на востоке с провинцией Уануко и Амбо; на юге с департаментом Паско, на западе с Лима и Анкаш.
С иерархической точки зрения, католическая церковь является частью епархии Уануко, архиепархии Уанкайо.

## Топонимы
Lauricocha состоит из 2 слов на языке кечуа: llauri (синий) и cocha (озеро, лагуна), то есть «голубая лагуна».

## География
Область занимает площадь 1860,13 квадратных километров и является одной из самых высоких провинций в регионе Уануко (средняя высота 3800 м над уровнем моря). В западной его части отграничены восточные склоны горных хребтов Хуайхуаш и Раура; и на его восточной стороне западным склоном центральной горной цепи.

### Рельеф и Гидрография
Территория провинции представляет собой плато, которое на южной границе с регионом Паско, почти равномерно прервано горными хребтами, при движени на север земля прерывается различными оврагами, образованными реками, которые рождаются из оттепели западных и центральных горных цепей.
Среди этих рек две являются основными,  формирующими провинциальную область: Нупе и Лаурикоча, которые образуют в северном центре мезопотамский регион в форме перевернутого «υ». Столицы 9-и из 11-и районов Лаурикохи (Рондос и Уарин расположены на плоскогорьях выше ватерлинии) расположены на его окраинах в виде оврагов.
Эти две реки, у подножия города Рондос, соединяются и образуют одну из главных рек Перу - Мараньон, которая впоследствии протекает на северо-востоке, образуя границу между районами Рондос и Сан-Франциско-де-Асис.

## Административное деление
Провинция разделена на семь районов (с юга на север):
| № | Район                                         | Административный центр | Дата основания     | Карта провинции |
| - | --------------------------------------------- | ---------------------- | ------------------ | --------------- |
| 1 | Сан-Мигель-де-Каури (San Miguel de Cauri)     | Каури (Cauri)          | 26 декабря 1940 г. |                 |
| 2 | Хесус (Jesús)                                 | Хесус (Jesús)          |                    |                 |
| 3 | Керопалка (Queropalca)                        | Керопалка (Queropalca) | 12 мая 1962 г.     |                 |
| 4 | Баньос (Baños)                                | Баньос (Baños)         |                    |                 |
| 5 | Хивия (Jivia)                                 | Хивия (Jivia)          | 6 сентября 1920 г. |                 |
| 6 | Сан-Франсиско-де-Асис (San Francisco de Asís) | Уарин (Huarin)         | 20 апреля 1960 г.  |                 |
| 7 | Рондос (Rondos)                               | Рондос (Rondos)        | 27 декабря 1932 г. |                 |

## Туризм
На территории Лаурикоча находятся достопримечательности, лечебные источники  и археологические памятники:
- Калиенте площадь около 15 га в окрестностях «Баньос-дель-Инка», есть ряд бассейнов и источников, из которых текут тёплые воды до 70°С. Они обладают лечебными свойствами для лечения заболеваний желудка, печени, кожи и ревматизма, поэтому их называют чудесными водами, подчеркивая лагуну Тикикоча.
- Коног-Кучо термальные - лечебные воды находятся в 5 км к югу от города Баньос, известны своими целебными свойствами при ревматических, нервных и кожных заболеваниях.
- Археологические раскопки Кенак, расположенные в верхней части города Хесус, занимают холм с небольшими склонами, архитектурные сооружения аналогичны архитектурным сооружениям Чикии. Самые большие здания имеют ширину 5-6 м и 7 м. В некоторых случаях на внутренних стенах наблюдаются два ряда ниш, внутри и снаружи, двери трапециевидные, есть длинные плиты, которые использовались в качестве лестниц.
- Археологические раскопки Чикья, расположены на левом берегу реки Лаурикоча примерно в 4 км от города Хесус. Являлась одна из наиболее развитых и важных групп культуры Альто-Мараньон. Здесь можно увидеть архитектурный комплекс со многими большими зданиями, некоторые с характеристиками жилья. Прямоугольные строения длиной более 30 м и шириной 9 м, изготовленные из полурасположенных известняковых пород, соединенных грязевым раствором, а стены колеблются от 60 см.
- Кордильера-Уайуаш, имеет протяженность в 40 км с севера на юг. Его склоны почти вертикальные со всех сторон. Здесь находится знаменитая гора Ерупаха с высотой 6616 метрами над уровнем моря и четырьмя вершинами, превышающие 6000 метров, Сиула-Гранде (6356 м), Сарапо (6143 м), Хиришанка (6126) и  Ерупаха Чико (6121 м). В дополнение есть ещё 7 пик с высотой  более чем 5000 метров.
- Ерупаха, высота которого 6 616 м, получившая всемирную известность благодаря своим внушительным склонам и жутким вершинам. Она представляет собой достопримечательность для альпинистов, ученых, которые неоднократно начинали экспедиции для славы и исследований. Попытки предпринимались в основном по южному гребню и западной стене горы.
- Кордильера-де-Раура расположена к югу от горного хребта Уайуаш, где рождаются реки Уаура, Мараньон и Хуаллага, имеет уникальную природную красоту, вершины способствуют альпинизму и горным лыжам, а ледники порождают многочисленные лагуны кристально чистой воды, как Лаурикоча в районе Сан-Мигель-де-Каури.
- Лагуна Лаурикоча находится на высоте 3850 метров над уровнем моря. Её длина 7 км, ширина 1,5 км, глубина 75 м. Она дает начало реке Лаурикоча. В водах лагуны живёт обильная форель
- Пещеры Лаурикоча расположенные в районе Сан-Мигель-де-Каури на высоте3900 м над уровнем моря, недалеко от лагуны Лаурикоча, были обнаружены инженером Аугусто Кардихом Лоарте в 1957 году. Затем в 1958-59 годах в пещере ¨ L¨  было обнаружено 7 скелетов на глубине 2-3 метра. Возраст останков составлял 9525 лет, это были первобытные люди, охотникам и кочевникам.